# Anthrax melanius
Anthrax melanius är en tvåvingeart som beskrevs av Wulp 1885. Anthrax melanius ingår i släktet Anthrax och familjen svävflugor. Inga underarter finns listade i Catalogue of Life.